# Erythromeris obscurior
Erythromeris obscurior är en fjärilsart som beskrevs av Lemaire 1975. Erythromeris obscurior ingår i släktet Erythromeris och familjen påfågelsspinnare. Inga underarter finns listade i Catalogue of Life.